# Золотий день (зустріч)

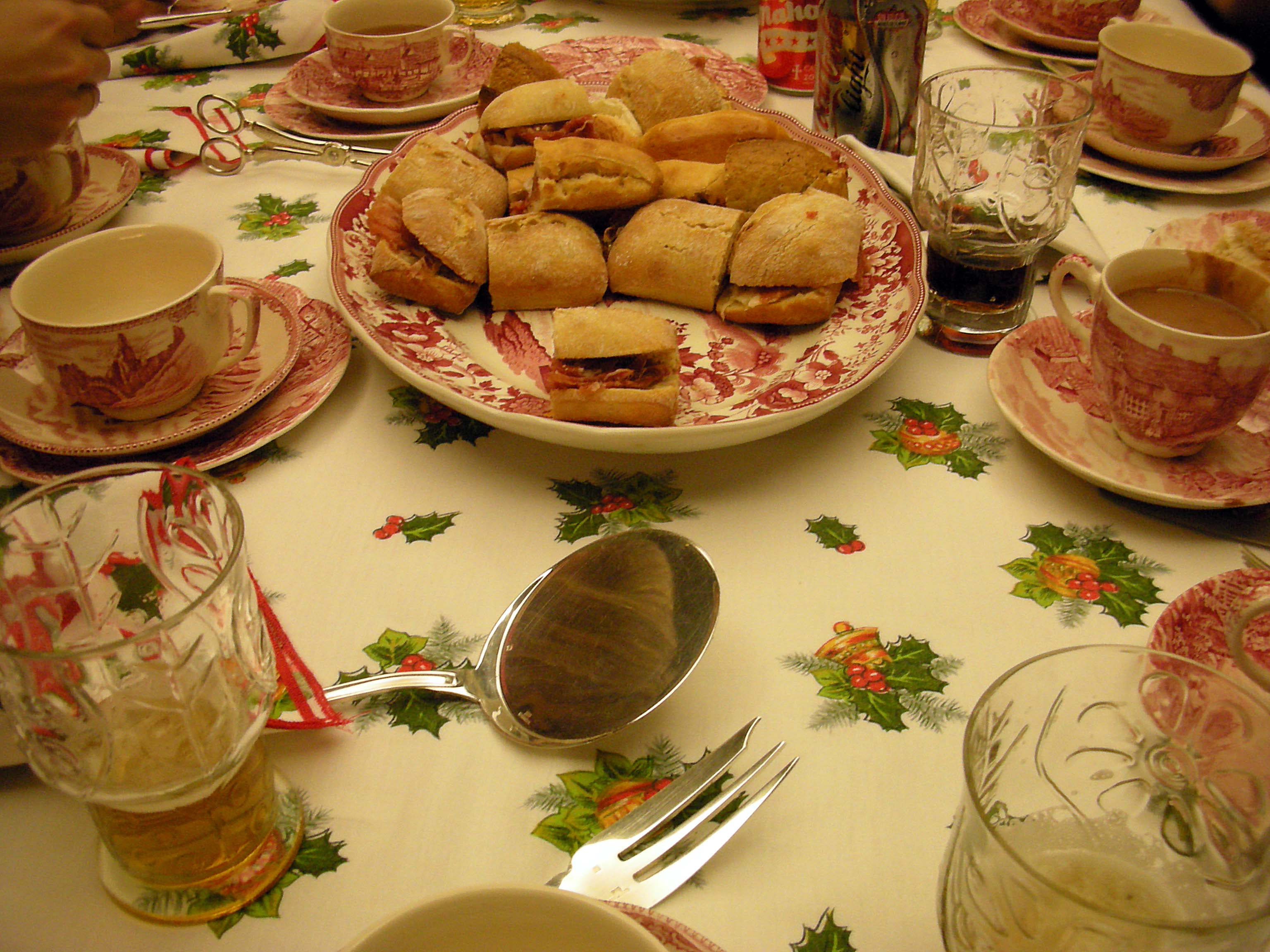
В цей день споживається найбільше випічки

Золотий день (тур. altın gün) являє собою своєрідний банкет, на який збираються жінки. Тій жінці, яка запрошує до себе на такий бенкет, інші жінки дарують золото (звідси така назва дня). На таких зустрічах вони цілий день спілкуються та ласують сармою, погачею, тістечками та бьореками, і звичайно чаєм.  
Крім того, жінки влаштовують дні в доларах, євро або лірах.

## У масовій культурі
Фільм «Золотий день діви» розповідає про "золотий день".

## Публікації по темі
Асли Бюйюккомутан — Фольклорний підхід до традиційних золотих днів: «На прикладі Мугли»